# Caio Fúrio Pácilo (cônsul em 412 a.C.)
Caio Fúrio Pácilo (em latim: Caius Furius Pacilus) foi um político da gente Fúria nos primeiros anos da República Romana eleito cônsul em 412 a.C. com Quinto Fábio Vibulano Ambusto. Era filho de Caio Fúrio Pácilo Fuso, cônsul em 441 a.C.

## Consulado (412 a.C.)
Caio Fúrio foi eleito cônsul em 412 a.C. com Quinto Fábio Vibulano Ambusto, que já havia sido cônsul em 423 a.C. e tribuno consular em 416 e 414 a.C.. Segundo Friedrich Münzer, este Quinto Fábio é o mesmo que foi cônsul em 412 a.C., uma hipótese refutada por Attilio Degrassi. De qualquer forma, em 412 a.C., Quinto Fábio foi novamente eleito cônsul, agora com Caio Fúrio. Durante seu mandato, a tentativa do tribuno da plebe Lúcio Icílio de reacender o debate político a respeito da questão agrária foi frustrada pela irrupção de mais uma epidemia em Roma.
| “ | ...espalhou-se uma peste que, se não tão séria, era ameaçadora e virou a cabeça dos homens do fórum e das lutas políticas para o cuidado de suas casas e seus corpos. | ” |
|   | — Lívio, Ab Urbe condita IV, 2, 52. |   |